# Миура, Юитиро
Юитиро Миура (яп. 三浦雄一郎 миура ю:итиро:, ; род. 12 октября 1933) — японский альпинист. В 2013 году стал самым старым покорителем Эвереста, взойдя на него в возрасте 80 лет.

## Биография
Миура родился в городе Аомори. Его отец Кэйдзо Миура был знаменитым лыжником и путешественником, который в возрасте 77 лет совершил восхождение на Килиманджаро, а в возрасте 79 лет спустился на лыжах с горы Монблан. Подражая отцу, Юитиро начал заниматься лыжным спортом. Он известен в Японии как «крестный отец экстремального спуска»: в 1964 году Миура установил мировой рекорд, прыгнув на лыжах с Фудзиямы со скоростью 172 км/год. Позже Миура осуществлял спуски с других пиков, включая Эверест в 1970 году. Во время спуска с Эвереста он чудом выжил, но его группа сопровождения, шестеро проводников-шерпов, погибла. Об этом событии в 1975 году сняли документальный фильм  The Man Who Skied Down Everest, который получил премию «Оскар» как лучший документальный фильм.
Впоследствии Миура еще трижды покорил Эверест в 2003, 2008 и 2013 годах. Во время последнего восхождения, в возрасте 80 лет, он побил мировой рекорд, став самым старым покорителем Эвереста. Предыдущий рекорд принадлежал непальцу Мин Бахадур Шерхан в 2008 году в возрасте 76 лет. Перед покорением вершины Миура перенес четыре операции на сердце, что могло помешать установлению рекорда. В восхождении ему помогали его сын Гота Миура и команда альпинистов.